# Raphé périnéal
Pour les articles homonymes, voir Raphé.
Le raphé périnéal (ou raphé médian) est une ligne à la surface du périnée. Il s'étend chez l'homme du frein, puis le long du pénis et du scrotum (raphé peno-scrotal), jusqu'à l'anus à l'avant du coccyx (raphé anococcygien). À l'âge adulte, ce raphé est plus ou moins visible selon les individus. Chez la femme, le même développement fœtal aboutit à la formation des petites lèvres.

## Formation
Le raphé est une ligne à la surface d'un tissu qui ressemble à une couture ou une suture ; ce phénomène est parfois dû au fait que deux parties du tissu se sont réunies durant l'embryogenèse. C'est le cas par exemple pour le raphé situé entre les deux testicules, qui chemine le long de la face postérieure du pénis et longitudinalement sur le scrotum.

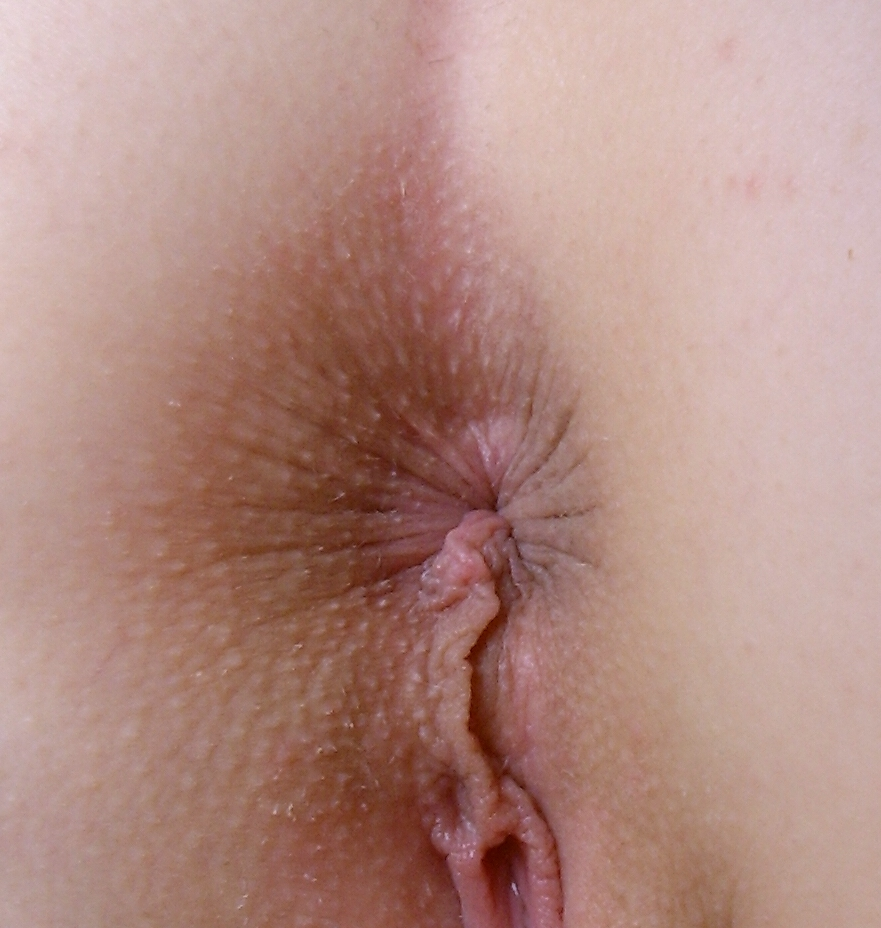
Raphé visible chez une femme.
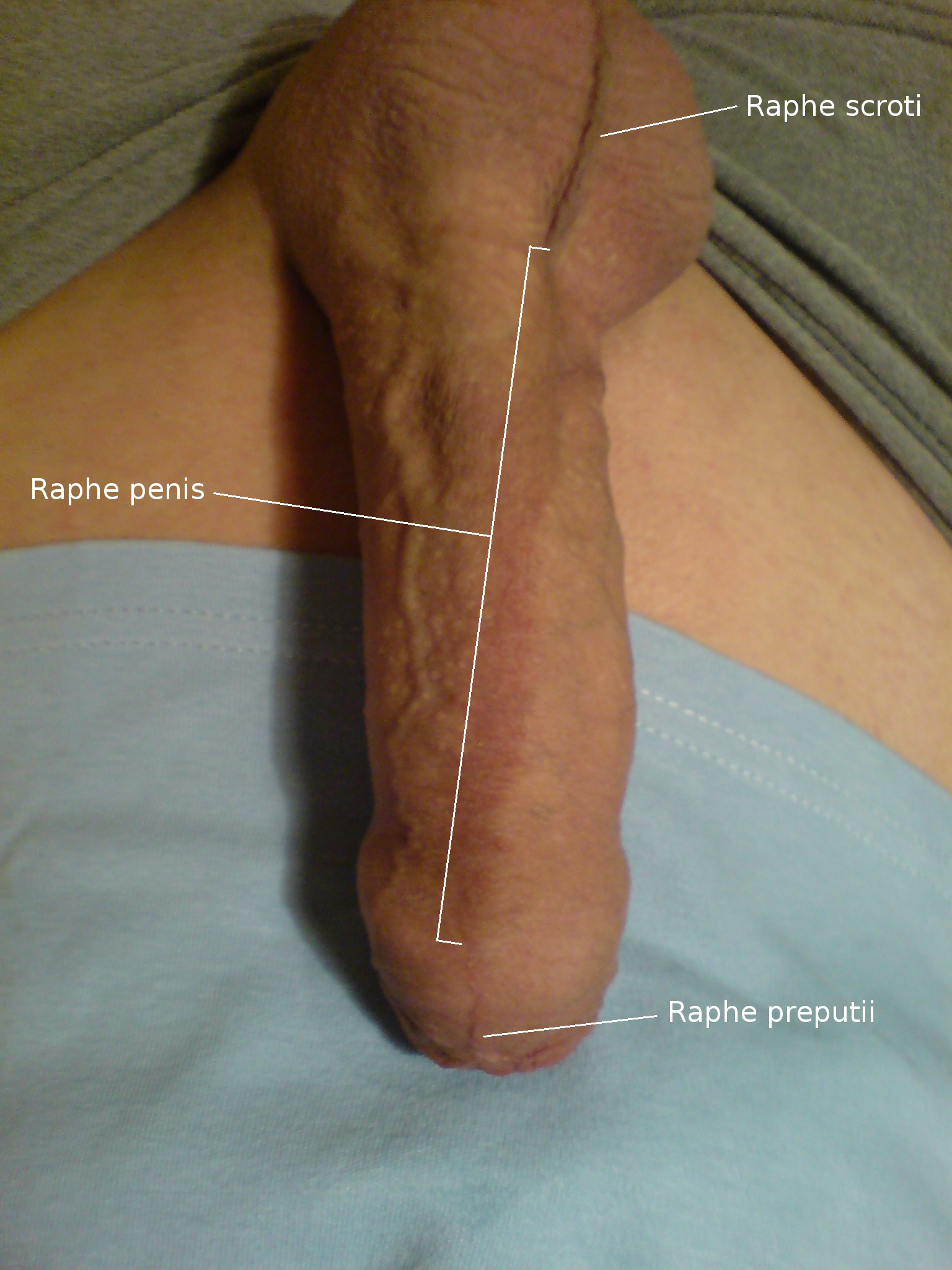
Raphé visible chez un homme.
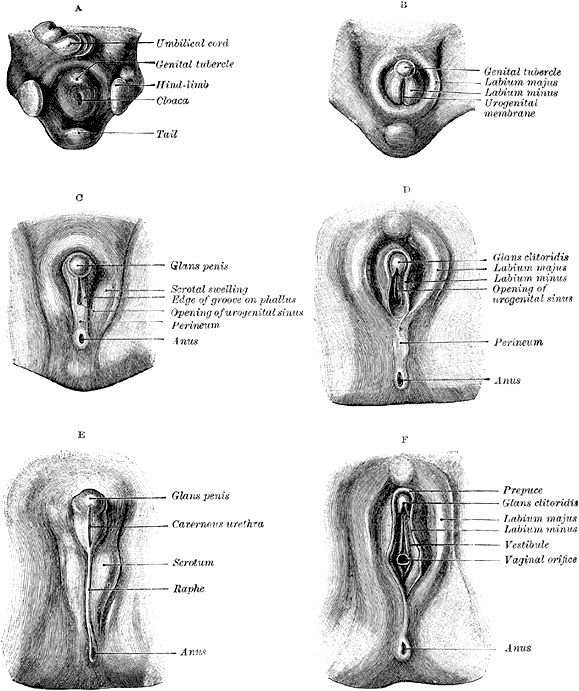
Formation du raphé visible lors du développement génital chez l'homme (à gauche) et la femme (à droite).